# Silva Lengvinienė
Silva Lengvinienė (* 15. Juli 1960 in Kėdainiai) ist eine litauische liberale Politikerin. Sie war von 2020 bis 2024 Seimas-Mitglied.

## Leben
Nach dem Abitur an der Mittelschule absolvierte Silva Lengvinienė 1983 das Diplomstudium der Pädagogik und 1997 der Ethik an der Vilniaus pedagoginis universitetas in der litauischen Hauptstadt Vilnius sowie 2000 das Studium der Andragogik an der Vytautas-Magnus-Universität in Kaunas. Von 2000 bis 2007 arbeitete sie als Leiterin der Bildungsabteilung in der Verwaltung der Gemeinde Elektrėnai. Von 2007  bis 2020 leitete sie als Direktorin das Berufsbildungszentrum Elektrėnai.
Bei der Parlamentswahl in Litauen 2020 wurde  sie als Kandidatin der Laisvės partija zum 13. Seimas ausgewählt und war bis 2024  tätig. 
Lengvinienė ist verheiratet und hat zwei Kinder.